# Michel Karwafodi
Michel Karwafodi (1952/53 - augustus 2020) was een Surinaams inheems bestuurder en dorpshoofd. Hij was ondervoorzitter van de inheemse organisatie OSIP en kapitein van Matta.

## Biografie
Karwafodi was afkomstig uit het dorp Matta en werd op 11 februari 2012 geïnstalleerd als kapitein van de inheemse dorpsgemeenschap, met aan zijn zij vier basja's. De verkiezing van het bestuur vond op 4 juli 2011 plaats. Bij het aantreden was onderwijs zijn belangrijkste speerpunt. Op dat moment had het dorp een bibliotheek en mediatheek.
Daarnaast was Karwafodi actief als ondervoorzitter in het bestuur van de Organisatie Samenwerkende Inheemse Dorpen in Para en Wanica (OSIP) en lid van de Vereniging Inheemse Dorpshoofden Suriname (VIDS).
Kort voor de middag op 13 augustus werd hij gekneveld gevonden waarbij hij door messteken om het leven was gebracht. Enkele dagen later bleken de daders in eigen kring te vinden te zijn. Zes inheemse tieners bekenden betrokken te zijn bij de moord. De moord ging als een schok door de inheemse gemeenschap heen. VIDS-voorzitter Theo Jubitana zag een verband met de invloeden van buitenaf waardoor er sprake zou zijn van moreel verval onder inheemsen.